# Clarkia jolonensis
Clarkia jolonensis är en dunörtsväxtart som beskrevs av Parnell. Clarkia jolonensis ingår i släktet clarkior, och familjen dunörtsväxter. Inga underarter finns listade i Catalogue of Life.